# هیدروکربن افلاطونی
هیدرو کربن افلاطونی (به انگلیسی: platonian hydrocarbon) در واقع نمایش مولکولی چند وجهی‌های افلاطونی هستند که در آن‌ها کنج‌ها با اتم‌های کربن و یال‌ها با پیوند شیمیایی جایگزین شده‌اند. گرچه، همهٔ چندوجهی‌های افلاطونی همتای مولکولی آلی ندارند:
- چهار ظرفیتی بودن اتم کربن امکان تشکیل هیدرو کربن بیست وجهی را نمی‌دهد، زیرا در هر کنج پنج یال به هم می‌رسند.
- مقاومت پیوندها در برابر فشرده شدن زاویه پیوند از تشکیل هیدرو کربن هشت‌وجهی جلوگیری می‌کند. هم چنین چون در هر گوشه چهار یال به هم می‌رسند، اتم هیدروژنی نخواهد بود. بنا بر این مولکول هشت وجهی فرضی یک آلوتروپ کربن خواهد بود(C
6) نه یک هیدروکربن.

هیدرو کربن‌های افلاطونی زیر سنتز شیمیایی شده‌اند:
- کوبان (C8H8)
- دودِکاهدران (C20H20)

تتراهدران (C4H4)، هیدروکربن چهار وجهی) هنوز ساخته نشده ولی پیش بینی می‌شود که با وجود زوایای پیوند بسیار تیز، از لحاظ جنبشی پایدار باشد. هیدروکربن‌های چهاروجهی شامل تتراهدران با افزایش شمار اتم‌های کربن شکل مولکول به کره شبیه می شود و فضای درون «قفس» کربنی افزایش می‌یابد. این روند با فولرن باکمینستر ادامه می‌یابد، که گرچه یک هیدروکربن نیست، ولی شکل یک بیست وجهی ناقص را دارد، یک چند وجهی ارشمیدسی.

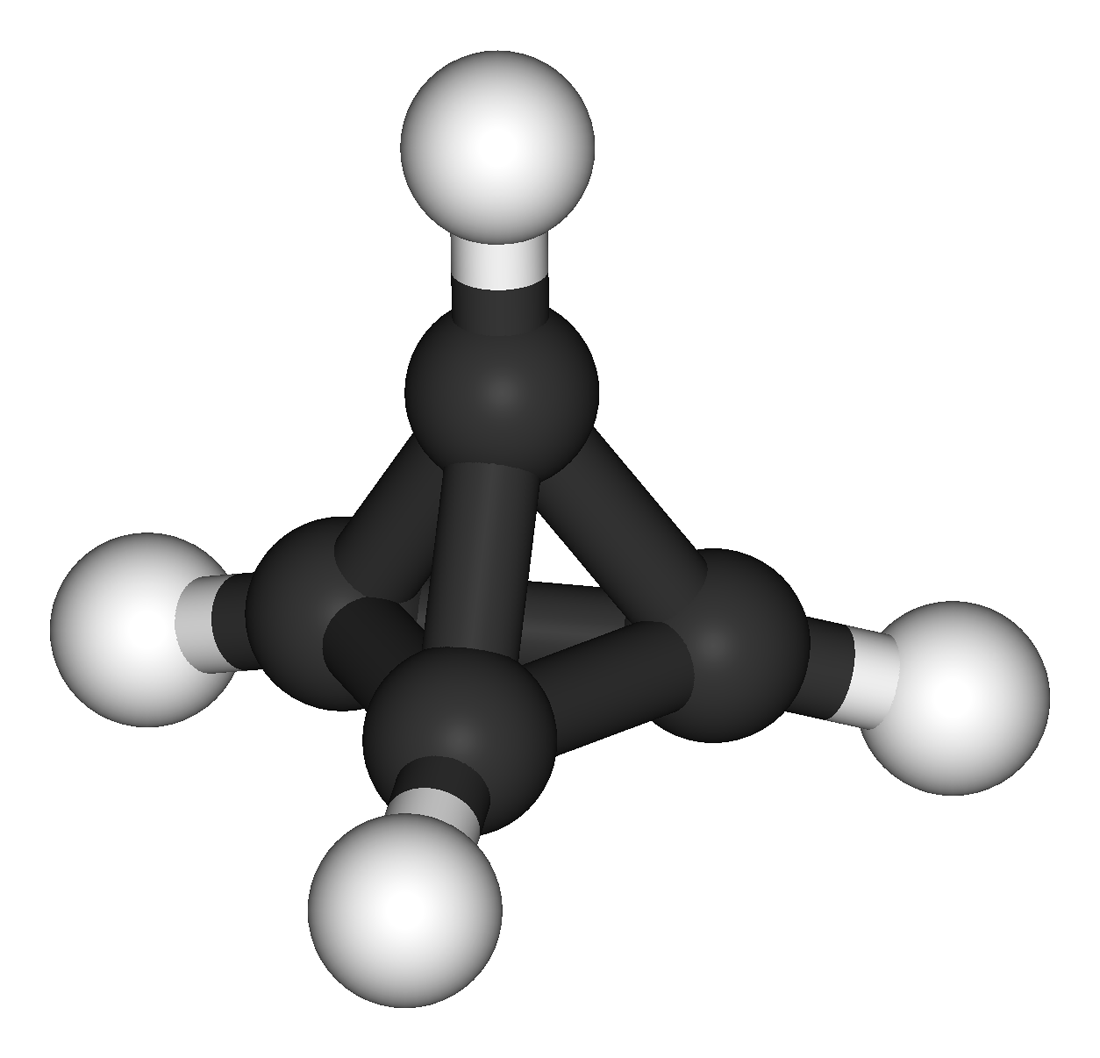
تتراهدران
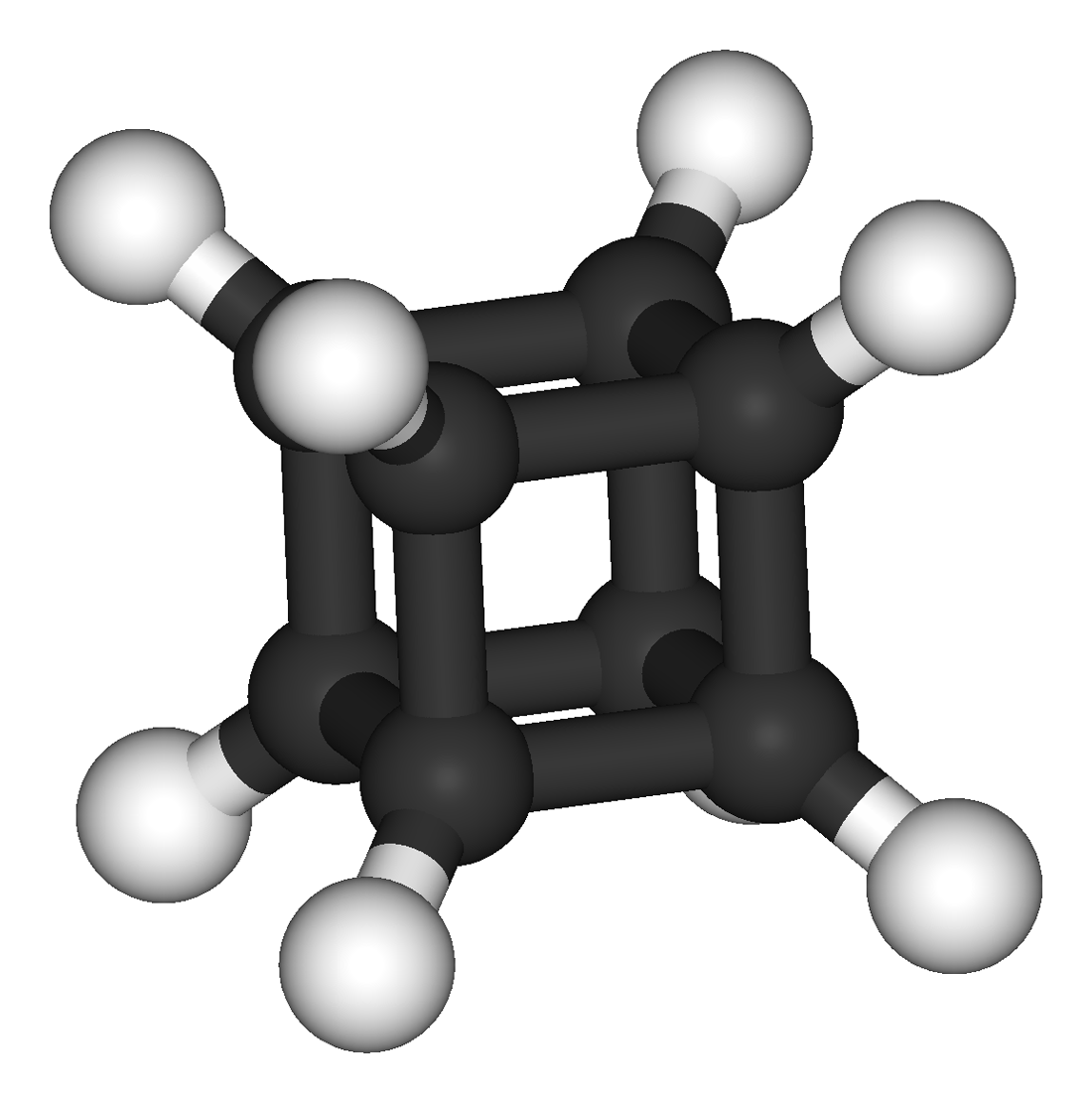
کوبان
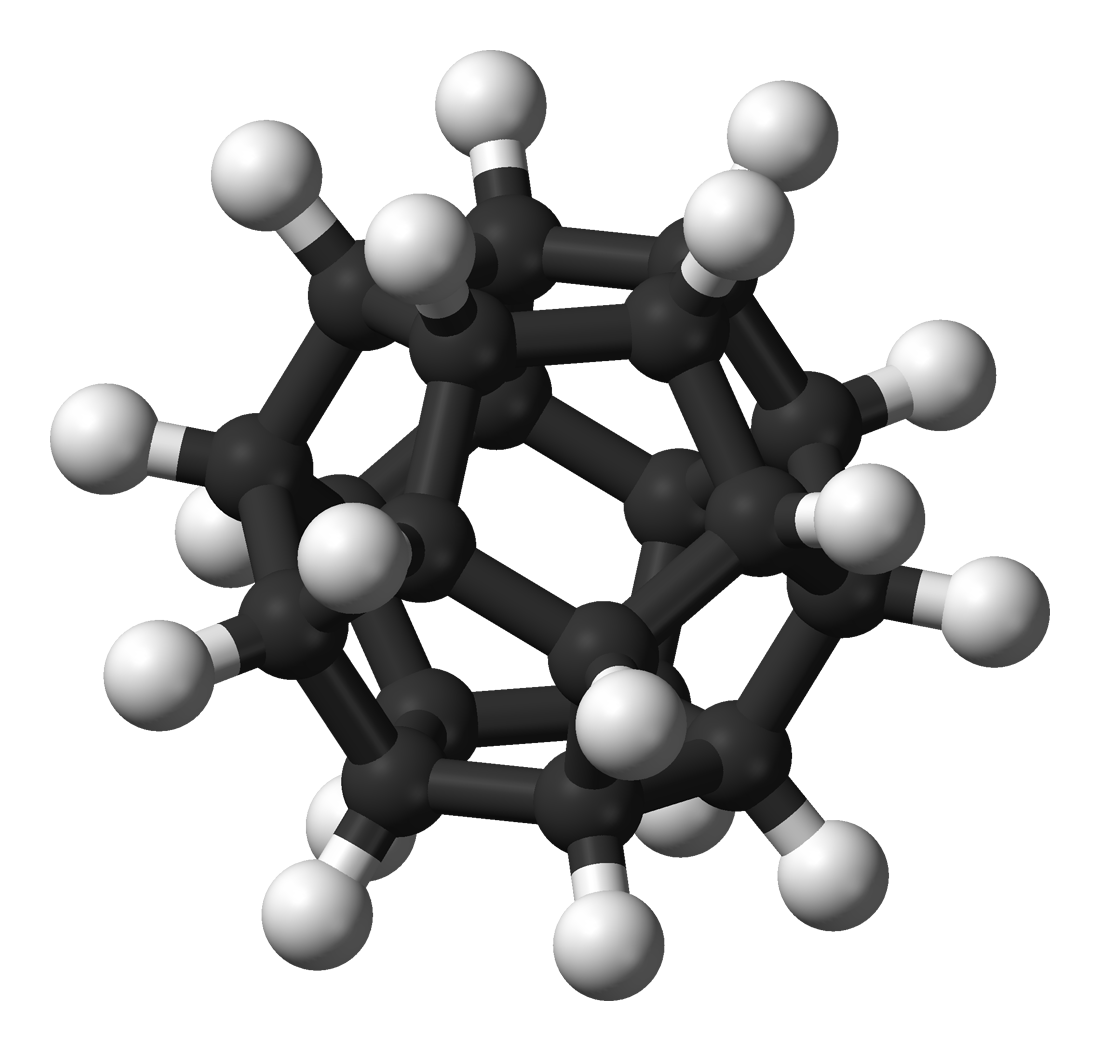
دودِکاهدران